# Тальянська волость
Тальянська волость — історична адміністративно-територіальна одиниця Уманського повіту Київської губернії з центром у селі Тальянки.
Станом на 1886 рік складалася з 6 поселень, 6 сільських громад. Населення — 10945 осіб (5399 чоловічої статі та 5546 — жіночої), 1551 дворових господарства.
|                     | Площа, десятин | У тому числі орної, дес. |
| ------------------- | -------------- | ------------------------ |
| Сільських громад    | 9014           | 7718                     |
| Приватної власності | 12326          | 10490                    |
| Іншої власності     | 267            | 223                      |
| Загалом             | 21607          | 18431                    |

Основні поселення волості:
- Тальянки — колишнє власницьке село за 30 версти від повітового міста, 1874 особи, 289 дворів, православна церква, школа, постоялий будинок, 2 лавки, водяний і 9 вітряних млинів.
- Зеленьків — колишнє власницьке село, 1351 особа, 212 дворів, православна церква, школа, постоялий будинок, водяний і 2 вітряних млини.
- Косенівка — колишнє власницьке село, 1877 осіб, 255 дворів, православна церква, школа, постоялий будинок, 2 водяних і 10 вітряних млинів, винокурний завод.
- Легедзине — колишнє власницьке село, 1645 осіб, 232 двори, православна церква, поштова станція, постоялий двір, 2 постоялих будинки, водяний і 8 вітряних млинів.
- Роги — колишнє власницьке село при річці Ревуха, 1509 осіб, 217 дворів, православна церква, школа, постоялий двір, 2 постоялих будинки, водяний і 13 вітряних млинів, цегельний і винокурний заводи.

Старшинами волості були:
- 1909—1910 роках — Герасим Іванович Мороз[2],[3];
- 1912—1913 роках — Зиновій Іустинович Бондарь[4],[5];
- 1915 року — Григорій Феодотович Шевченко[6].